# Victoria (Mythologie)

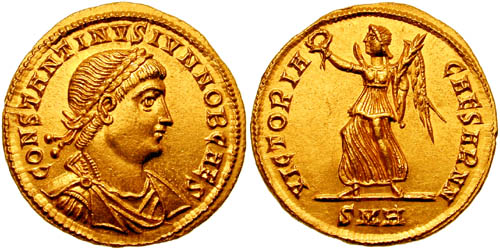
Victoria auf einem Solidus Kaiser Konstantin II. (rechts)

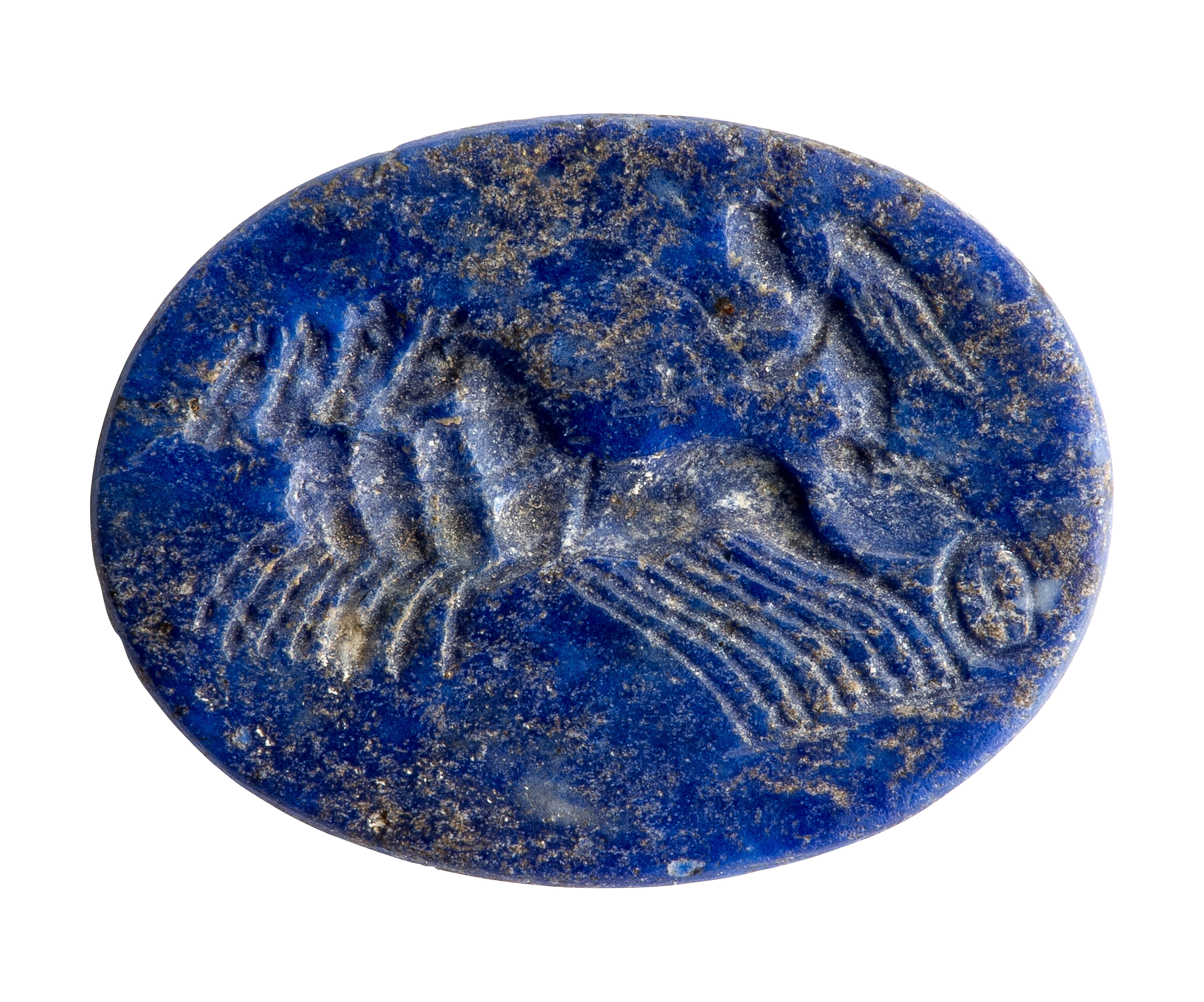
Intaglio aus Lapislazuli mit Darstellung von Victoria, 100–200 n. Chr., gefunden in Tongeren (Belgien) Gallo-Römisches Museum Tongern

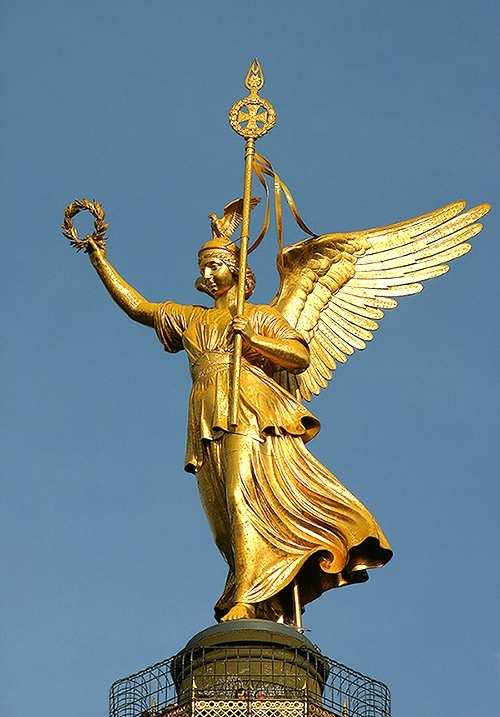
Viktoria auf der Berliner Siegessäule, vergoldete Bronzeskulptur von Friedrich Drake

Victoria ist die vergöttlichte Personifikation des Sieges (lateinisch victoria) in der römischen Mythologie, Schutzgöttin des römischen Kaisers und jungfräuliche Hüterin des Reiches. Sie ist die Entsprechung der griechischen Göttin Nike. Dargestellt wurde sie häufig fliegend und mit einem Lorbeerkranz als Siegessymbol in der Rechten.
In der römischen Geschichte wurden der Victoria angeblich bereits früh Opfer dargebracht, dem antiken Schriftsteller Dionysios von Halikarnassos zufolge schon zu Zeiten des mythischen Königs Euandros, doch ist dies als Erfindung der jüngeren Annalistik zu werten. Ihr Tempel in Rom wurde 294 v. Chr., laut den Fasti Praenestini am 1. August, durch Lucius Postumius Megellus anlässlich des Dritten Samnitenkrieges geweiht. Während der Römischen Bürgerkriege, besonders durch Sulla und Gaius Iulius Caesar, erlangte die Göttin schließlich eine große Bedeutung für die ideologische Stilisierung der jeweiligen Machthaber. Kaiser Augustus und seine Nachfolger während der Prinzipatszeit nutzten sie und ihre bildlichen Darstellungen gezielt zur eigenen Herrschafts- und Machtdarstellung, beispielsweise durch den 29 v. Chr. errichteten Victoriaaltar sowie zahlreiche Victoriastatuen. Mit dem Aufstieg des Christentums und dem Niedergang der römischen Religion in der Spätantike endete auch die politische Rolle der Victoria. In der zweiten Hälfte des 4. Jahrhunderts kam im Streit um den Victoriaaltar schließlich die Auseinandersetzung zwischen „Heiden“ und Christen zu einem Höhepunkt.
Eine starke Nachwirkung hatte die Göttin Victoria in der späteren politischen Ikonografie, so durch ihre Statuendarstellungen auf dem Brandenburger Tor (Quadriga), der Berliner Siegessäule, der Waterloosäule in Hannover, der Siegessäule (Siegburg), der ehemaligen Siegessäule (Konstadt) oder in der Orangerie Schwerin. Ebenso leiten sich von der Siegesgöttin verschiedene Ortsnamen (siehe Victoria) und der Vorname Victoria/Viktoria (siehe Viktoria (Name)) her.